# Menars
 Menars  ist eine französische Gemeinde mit 620 Einwohnern (Stand 1. Januar 2022) im Département Loir-et-Cher in der Region Centre-Val de Loire; sie gehört zum Arrondissement Blois und zum Kanton Blois-2 und wird von der Loire durchflossen.

## Bevölkerungsentwicklung
| Jahr      | 1962 | 1968 | 1975 | 1982 | 1990 | 1999 | 2007 | 2017 |
| Einwohner | 415  | 431  | 474  | 550  | 551  | 574  | 606  | 626  |

## Sehenswürdigkeiten
- Schloss Menars (17./18. Jahrhundert; nicht öffentlich zugänglich)[1]
- Kirche Saint-Jean-Baptiste (17. Jahrhundert)

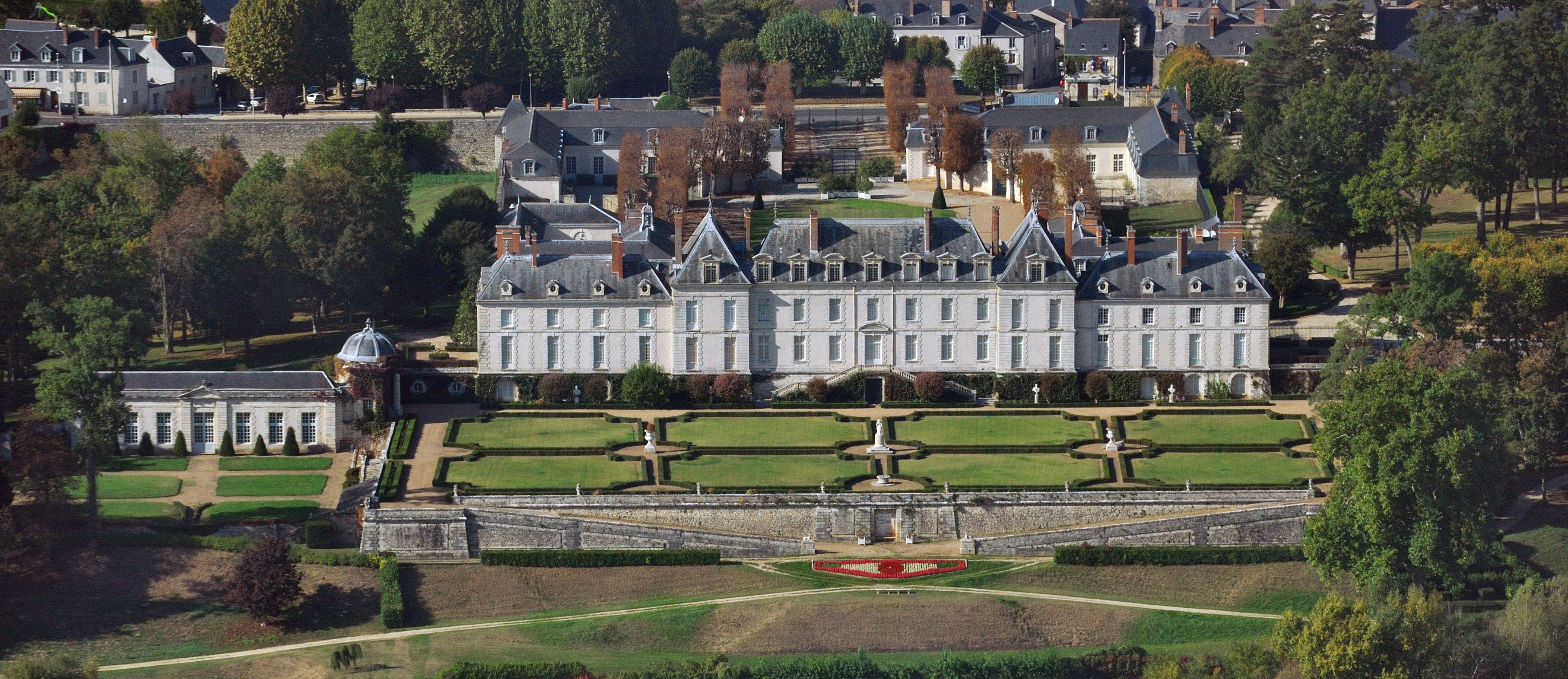
Schloss Menars

## Persönlichkeiten
- Jacques Charon, Seigneur de Menars, Schwiegervater von Jean-Baptiste Colbert
- Madame de Pompadour (1721–1764), Besitzerin von Schloss Menars
- Abel François Poisson de Vandières (1725–1781), Marquis de Marigny et de Menars